# Sophie Elkan
Sophie "Sofia" Elkan, född Salomon 3 januari 1853 i Göteborgs mosaiska församling i Göteborg, död 5 april 1921 i Göteborgs Vasa församling i Göteborg, var en svensk författare och översättare. Hon var framför allt känd för sina noveller och som förnyare av den historiska romanen. Hon tillhörde den kulturella eliten i Göteborg kring sekelskiftet 1900. På 2000-talet är hon kanske mest känd som Selma Lagerlöfs nära vän (från 1894 till Elkans död 1921).
Sophie Elkan debuterade 1889, under pseudonymen Rust Roest, med novellsamlingen Dur och moll.

## Biografi

### Bakgrund
Sophie Elkan föddes den 3 januari 1853 i en judisk Göteborgsfamilj. Hon var dotter till grosshandlare Alexander Salomon från Stockholm (1800–1880) och Henriette Abrahamson från Karlskrona (1819–1907). Abrahansons far och familj kom 1812 till Sverige från tyska Stralsund, och de kom att verka som skeppsredare i Karlskrona.
Hon hade en äldre bror, den blivande ”slöjdens fader" Otto (1849–1907), och en yngre syster, Elise (1860–1950). En äldre bror hade redan tidigt avlidit. Hon växte upp i Göteborg, i ett välbärgat hem vid Östra Hamngatan.
Hon fick sin utbildning på fru Bruenechs privatskola vid Västra Hamngatan, åren 1860–1868. Under skoltiden var hon populär hos klasskamraterna, bland annat för sin talang att läsa Tegnér och annan vers utantill. Däremot uppskattade inte lärarinnorna flickans frågvisa och näsvisa egenskaper, vilket syntes i låga betyg i uppförande. Vetgirigheten fortsatte genom livet, och hennes intresse för poesi ledde till att hon tidigt började författa egna dikter. Efter åren på Bruenech ägnade hon sig fram till 1872 åt olika självstudier och privatlektioner i bland annat engelska, tyska och italienska, kompletterat med sömnad, teckning och piano.
År 1872 gifte den nittonåriga flickan sig med sin 19 år äldre kusin musikbokhandlare Nathan Elkan (1834–1879) och flyttade till Stockholm. I äktenskapet föddes dottern Kerstin. Både maken och dottern drabbades dock av lungtuberkulos, i båda fallen med dödlig utgång. I slutet av december 1879 avled både Nathan Elkan och dottern, med en dags mellanrum. Sophie Elkan och maken hade levt i ett lyckligt äktenskap, och dödsfallen drabbade henne hårt. Det hela försvårades av att hennes far avled några dagar senare, på nyårsdagen 1880. Därefter tog hon sin tillflykt till sin mor i Göteborg, där Sophie Elkan så småningom kunde etablera ett boende vid Kungsportsavenyen. Hon hade dessförinnan i långa perioder levt utomlands.

### Skrivande
Efterhand började Elkan att intressera sig för författande. Det första arbetet hon tog sig an var översättningar av brodern Otto Salomons Skrifter av uppfostringskonstens stormän. Hon skrev även artiklar åt Göteborgs Handels- och Sjöfarts-Tidning (GHT) och åt Göteborgs Nyheter. Efterhand utgav hon egna texter och i april 1889 publicerades hennes första novell i GHT under pseudonymen Rust Roest. Berättelsen ingick i novellsamlingen Dur och moll. Skizzer och berättelser af Rust Roest som utkom samma år. ”Rust Roest” var ett flamländskt ordspråk som betydde ”dådlös vila rostar”, och det användes av Sophie Elkan som pseudonym i tio års tid.
Under de följande åren utgav hon ett flertal novellsamlingar. År 1891 utkom novellsamlingen Med sordin och 1893 romanen Rika flickor. Året därpå publicerades romanen Säfve, Kurt & Compani och 1896 novellsamlingen Skiftande stämningar. Elkan publicerade sig även flitigt i olika tidskrifter. Hon tillhörde realisterna och fick mestadels positiva recensioner.

År 1899 utkom Elkans första historiska roman, John Hall – en historia från det gamla Göteborg i två delar. Denna, publicerad i Elkans eget namn, handlar om en rik köpmansson i Göteborg som förslösade hela sitt arv kring sekelskiftet 1800, och bygger på verkliga händelser. Romanen gavs ut under hennes eget namn och blev hennes stora genombrott. Två års arkivstudier låg bakom verket och Elkan arbetade metodiskt som en forskare med källorna. Romanen fick lysande recensioner, bland annat av Oscar Levertin i Svenska Dagbladet. ”Såväl dess ämne som dess konstnärliga form ge den med ens en rangplats i vår litteratur”, löd en recension. Georg Brandes berömde också boken. John Hall gav Elkan en plats bland de etablerade författarna, den dramatiserades för scenen och har kommit ut i fem upplagor (senast 1993). Samma år som John Hall gavs ut introducerades Elkan för den ryska publiken i volymen Svenska noveller tillsammans med August Strindberg och Verner von Heidenstam. Året därpå delade hon plats med bland andra Ola Hansson i den litterära tidskriften Kuriren för utländsk litteratur.

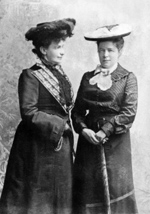
Sophie Elkan och Selma Lagerlöf, 1894.

År 1901 gav Elkan ut romanen Drömmen om Österlandet, inspirerad av resan till Mellanöstern och Egypten som hon gjorde tillsammans med Selma Lagerlöf. Samma år kom också novellsamlingen I fågelperspektiv. Därefter kom hon främst att skriva historiska romaner. År 1904 utkom del 1 och 2 av Konungen, som handlar om den olycklige Gustav IV Adolf. Verket fick mestadels fina recensioner, och Gustaf Stridsberg i Svenska Dagbladet hävdade att Konungen bildade en ny epok i genren historiska romaner. Romanen översattes till tyska, engelska och nederländska och fick god kritik även utomlands. Fortsättningen, Konungen i landsflykt, handlar om kungens liv efter abdikationen och utkom 1906.
Två år senare publicerade Elkan novellsamlingen Från Östan och Västan och 1910 gav hon ut Anckarström. En historia från idyllens och revolutionernas tidehvarf, ett verk i två delar om Gustav III:s mördare. Historikerna Paul Granqvist och Ludvig Stavenow höjde boken till skyarna. Granqvist ansåg att personskildringen var lysande, och Stavenow använde den som utgångspunkt för sina historiska föredrag. Många andra var lika översvallande, exempelvis Lydia Wahlström som ansåg boken ”till plågsamhet spännande” i sin recension i Dagny. Men de tongivande kritikerna Georg Nordensvan och Fredrik Böök var starkt negativa. Den senares nedgörande recension i Svenska Dagbladet, där boken beskrevs som tråkig och oinspirerad, tog Sophie Elkan så hårt att hon aldrig mer förmådde ge ut någon bok.

### Elkan och Lagerlöf, sista tiden
Sophie Elkan och Selma Lagerlöf hade träffats på nyåret 1894, och mötet blev inledningen till en livslång, kärleksfull men tidvis också konfliktfylld relation. De skrev cirka 6 000 brev till varandra (Elkan omkring 3 200, Lagerlöf cirka 2 800, alla förvarade hos Mårbackastiftelsen och ännu inte tillgängliga för forskning) fram till Elkans död. De gjorde också många resor tillsammans och utbytte ständigt idéer om sina författarskap. I slutet på 1899, efter att Elkan rönt succé med John Hall, begav hon och Lagerlöf sig ut på en resa till Orienten, till Egypten, Palestina, Libanon, Syrien, Turkiet och Grekland. Den resan kom att bli välkänd eftersom den utgjorde underlag för Selma Lagerlöfs roman Jerusalem. Paret hade tidigare rest tillsammans i Tyskland, Italien, Frankrike, Belgien och Nederländerna.
Elkan var mycket politiskt intresserad, var brinnande pacifist och medlem i Sveriges Kvinnliga Fredsförening. Hon var även anhängare av kvinnlig rösträtt.

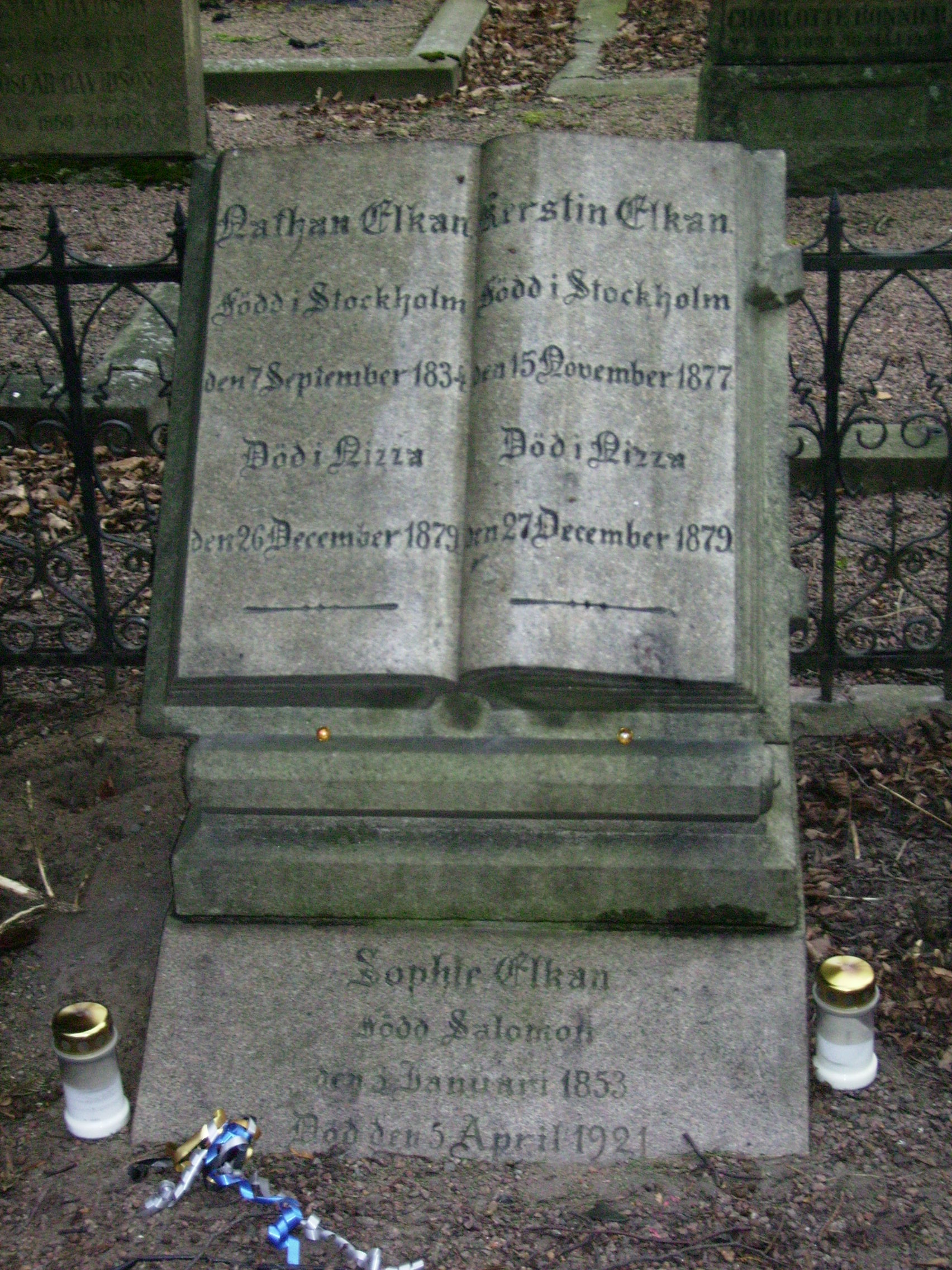
Sophie Elkans gravvård på judiska begravningsplatsen i Göteborg.

Sophie Elkan avled den 5 april 1921, i sviterna av en hjärnblödning. Hon begravdes på Judiska begravningsplatsen i Göteborg, i samma grav som min make och dotter.

## Eftermäle
Elkans vardagsrum var vid hennes död testamenterat till Selma Lagerlöf. Hon lät inreda ett rum på Mårbackas övervåning med Elkans tavlor och möbler, det så kallade "Elkanrummet", när Mårbacka stod klart 1923. Elkans stora brevsamling till släkt och vänner finns delvis bevarad på Kungliga biblioteket i Stockholm.
På senare år har Elkan fått uppmärksamhet genom bland annat TV-dramatiseringen Selma (2008) om Selma Lagerlöfs liv. 2022 producerades den tvådelade TV-serien Förstå genom Selma Lagerlöf, där den andra delen kretsar kring Elkans och Lagerlöfs resa till Orienten 1899/1900.
Elkan har även fått en gata uppkallad efter sig, Sophie Elkans gata, på Hisingen i Göteborg.

### Som Rust Roest[1]
- Dur och moll : skizzer och berättelser. Visby: Gotlands Allehandas tryckeri. 1889. Libris 3ll9x4rv1lv6pgqx Fulltext: Göteborgs universitetsbibliotek, Litteraturbanken
- Med sordin : skisser och novelletter. Visby. 1891. Libris 14610717. https://litteraturbanken.se/f%C3%B6rfattare/ElkanS/titlar/MedSordin/sida/I/etext?om-boken
- Rika flickor : berättelse. Stockholm: Fr. Skoglund i distribution. 1893. Libris 1622269. https://litteraturbanken.se/f%C3%B6rfattare/ElkanS/titlar/RikaFlickor/sida/1/etext?om-boken
- Säfve, Kurt & C:o : nutidsberättelse. Stockholm: Skoglund (distribution). 1894. Libris 1622270. https://litteraturbanken.se/f%C3%B6rfattare/ElkanS/titlar/S%C3%A4fveKurtOCo/sida/I/etext?om-boken
- Skiftande stämningar : ett novellhäfte. Visby. 1896. Libris 10149711. https://litteraturbanken.se/f%C3%B6rfattare/ElkanS/titlar/SkiftandeSt%C3%A4mningar/sida/I/etext?om-boken

### Som Sophie Elkan[1]
- John Hall
  -  John Hall : en historia från det gamla Göteborg. Stockholm: Bonnier. 1899. Libris 1662766. http://litteraturbanken.se/#!forfattare/ElkanS/titlar/JohnHall/info/etext
  -  John Hall : en historia från det gamla Götheborg, del 1. 1906. Libris t76wqjwnrdxklrsb. http://hdl.handle.net/2077/69227
  -  John Hall : en historia från det gamla Götheborg, del 2. 1906. Libris 0ddx35q0x098r8cl. http://hdl.handle.net/2077/69331
- Drömmen om österlandet. Nordiskt familjebibliotek, 99-3140236-9 ; 10. Stockholm: Bonnier. 1901. Libris 834345. https://litteraturbanken.se/f%C3%B6rfattare/ElkanS/titlar/Dr%C3%B6mmenOm%C3%96sterlandet/sida/III/etext?om-boken
- Konungen
  -  Konungen : en sannsaga, del 1. Stockholm: Bonnier. 1904. Libris 18133291 Fulltext: Göteborgs universitetsbibliotek, Litteraturbanken.
  -  Konungen : en sannsaga, del 2. Stockholm: Bonnier. 1904. Libris 18133297 Fulltext: Göteborgs universitetsbibliotek, Litteraturbanken.
  -  Konungen i landsflykt : en sannsaga. Stockholm: Bonnier. 1906. Libris 8223901. https://litteraturbanken.se/f%C3%B6rfattare/ElkanS/titlar/Konungen3/sida/II/etext?om-boken
- Från östan och västan : en novellbok. Stockholm: Bonnier. 1908. Libris 1612943. https://litteraturbanken.se/f%C3%B6rfattare/ElkanS/titlar/Fr%C3%A5n%C3%96stanOchV%C3%A4stan/sida/III/etext?om-boken
- Anckarström : en historia från idyllens och revolutionernas tidehvarf. Stockholm: Bonnier. 1910
  -  1, Jacob Jan. Libris 11828807. http://litteraturbanken.se/#forfattare/ElkanS/titlar/Anckarstrom1/etext
  -  2, Kungamördaren. Libris 11828810. http://litteraturbanken.se/#forfattare/ElkanS/titlar/Anckarstrom2/etext
- Pelle Frisk och Stygga Mimmi (medförfattare), Barnbiblioteket Saga (1921)[1]

### Samlade upplagor och urval
- I fågelperspektiv : valda noveller ur äldre samlingar. Stockholm: Bonnier. 1901. Libris 1726456
- Historiska romaner. Stockholm: Bonnier. 1917-1929 - 3 volymer.